# TOHOシネマズなんば 別館
TOHOシネマズなんば 別館（とうほうシネマズなんば べっかん）は、大阪市中央区千日前にある東宝系作品を中心に上映する TOHOシネマズ直営の映画館である。

## 歴史

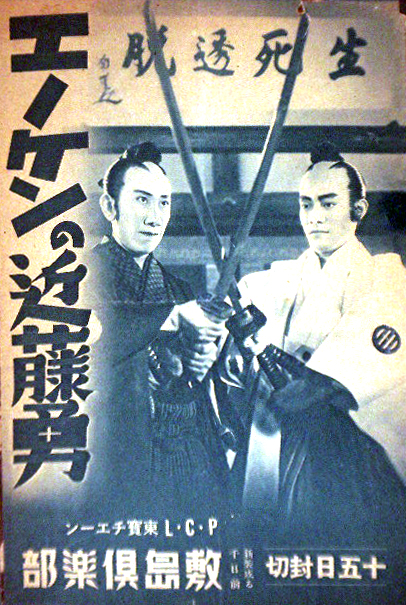
敷島倶楽部時代の1935年に公開されたP.C.L.作品『エノケンの近藤勇』（監督山本嘉次郎、1935年10月15日封切）の宣伝ポスター。

- 1911年 - 前身となる劇場「敷島倶楽部」開業。当初は芝居小屋だったが、やがて外国映画も上映するようになる[1]。
- 1935年 - 東宝と配給契約を締結。東宝映画のロードショー館となり[1]、その後「東宝敷島劇場」と改称。
- 1956年 - 改築により「東宝敷島劇場」（洋画系）と「敷島シネマ」（邦画系）の2館体制となる[1]。
- 1999年 - 東宝敷島と敷島シネマを閉鎖・解体する[1]。
- 2000年7月 - 跡地に東宝敷島ビルが建設され、同ビル内に「敷島シネポップ」開業。3スクリーン体制となり再出発。
- 2006年10月1日 - TOHOシネマズに運営移管。
- 2010年
  - 4月17日～5月7日 - 黒澤明生誕100周年記念特別上映会が行われ、『デルス・ウザーラ』を除く29作品がシネポップで上映される[2]。
  - 7月 - シネポップ開業10周年。
  - 8月21日 - 『×ゲーム』先行上映イベントが開催され、主演の荒木宏文がトークショーを行う[3]。同年9月18日に同作が封切られた際は、出演した菊地あやかと仲川遥香[注 1]が9月19日に舞台挨拶で来館している[3]。
  - 10月3日 - 『怪談新耳袋 怪奇』上映時の舞台挨拶で、主演の真野恵里菜とプロデューサーの丹羽多聞アンドリウが来館[4]。
- 2011年5月20日 - なんばマルイ内のTOHOシネマズなんばと統合し「TOHOシネマズなんば 別館」となる。この頃より全スクリーンがデジタル上映へと移行されている。

## 概要
「東宝敷島ビル」の4階にある。元々は「敷島興行」という会社が「敷島倶楽部」という館名で独自に経営・運営していた。その後「東宝敷島劇場」（洋画系）「敷島シネマ」（邦画系）の2館体制で数多くのヒット作や大作を上映していたが、経営難などにより1999年に閉館。2000年7月、東宝株式会社が経営を引き継ぎ「敷島シネポップ」に改称しリニューアルオープンした。2006年10月1日、東宝が映画興行部門をTOHOシネマズ株式会社に継承したため、現在はTOHOシネマズの所有となっている。
2003年7月から全席指定・完全入替制となった。このため、チケット売り場で購入できる前売券・株主券などの券は、当日券（時間指定券）に引き替えてから、各劇場に入場するシステムになった。チケット売り場で購入できるチケットは、鑑賞日当日分（当日券の購入）のみと、今後公開の前売券が購入できる。
上映される作品は、それまでは南街会館（2004年2月に老朽化のため閉館）で上映された東宝邦画系（特にTOHOシネマズ日劇、スクリーン2系）のムーブオーバー（続映）ものが多かったが、現在は有楽町スバル座、TOHOシネマズみゆき座・TOHOシネマズシャンテで上映されるミニシアター向けの味のある作品（アート的なもの、女性向けのもの）を中心にしている。
2011年5月20日より、なんばマルイ内にあるTOHOシネマズなんばと統合し、現在の名称に変更した。同チェーンのインターネットチケット「vit」と「シネマイレージ」も導入された。

## 座席数
- スクリーン10（旧シネポップ1）- 185席
- スクリーン11（旧シネポップ2）- 176席
- スクリーン12（旧シネポップ3）- 119席

※各館とも車椅子用の2席を含む。
※全スクリーンとも5.1チャンネルデジタル上映システムを採用。